# Federico Moccia
Pour les articles homonymes, voir Moccia.
Federico Moccia, né le 11 novembre 1963 à Rome dans la région du Latium, est un écrivain, réalisateur et scénariste italien. 

## Biographie
Pendant son enfance, Federico Moccia vit toujours en relation avec le cinéma grâce à son père, Giuseppe Moccia, qui est scénariste de sitcoms et de films italiens pendant les années 1970 et 1980.
À l’âge de 24 ans, il dirige son premier film Palla al Centro mais ce film n’a pas de succès et Moccia recommence à écrire des scénarios et à diriger des sitcoms.

## Publications
- En 1992, il écrit Tre metri sopra il cielo (Trois mètres au-dessus du ciel), œuvre qui rencontre certaines difficultés pour être éditée, mais qui est finalement publiée en Italie en 1992, en France en juin 2006 et en Espagne en 2010. L’œuvre a été traduite par la suite en plusieurs langues. Le livre est adapté au cinéma italien fin 2004 et en 2010, il est adapté au cinéma espagnol avec les acteurs Mario Casas et Maria Valverde.
- En 2006, Moccia publie Ho voglia di te (J’ai envie de toi), c’est la deuxième partie de Trois mètres au-dessus du ciel. Ayant rencontré un vif succès, cet ouvrage sera également adapté deux fois au cinéma, en 2007 sous son titre original italien, et en 2012 sous le titre espagnol Tengo ganas de ti.
- En 2007, Moccia publie J’ai failli te dire je t’aime (Scusa ma ti chiamo amore) et en 2009 la deuxième partie J’ai failli te dire oui (Scusa ma ti voglio sposare).
- Le 24 janvier 2017, il publie la troisième partie de Trois mètres au-dessus du ciel intitulée Tre volte te (T'aimer encore)[2].